# 横浜市立川和中学校
横浜市立川和中学校（よこはましりつ かわわちゅうがっこう）は神奈川県横浜市都筑区富士見が丘にある公立中学校。

## 概要
都田中学校の生徒増加を受け、1980年に学区の一部を分離する形で開校。校舎の設計は槇文彦が手掛けた。

### 校歌
- 作詞：江間章子[2]
- 作曲：中田喜直[2]

## 沿革
- 1980年（昭和55年）
  - 4月 - 都田中学校の校舎の一部とプレハブ校舎を利用して開校[3]。
  - 9月 - 新校舎が完成し、都田中学校から移転[3]。
  - 1989年（平成元年）10月 - 十周年記念式典開催[3]。
  - 1999年（平成11年）10月 - 二十周年記念式典開催[3]。
  - 2009年（平成21年）10月 - 三十周年記念式典開催[3]。
  - 2019年（令和元年）10月 - 四十周年記念式典開催[3]。

## 行事
- 体育祭
- 若葉祭

## 部活動
「生徒会活動と部活動」（横浜市立川和中学校公式ホームページ）を参照。

### 運動部
- 陸上競技部
- 野球部
- サッカー部
- 男子バレー部
- 女子バレー部
- バスケットボール部
- ハンドボール部
- 女子ソフトテニス部
- 剣道部
- 水泳部

### 文化部
- 美術部
- 合唱部
- 演劇部
- パソコン部
- 吹奏楽部

## 主な進学高校
2005年度（平成17年度）からの学区撤廃以前は横浜北部学区に属していた。
旧学区内の県立高校は：
- 神奈川県立市ケ尾高等学校
- 神奈川県立荏田高等学校
- 神奈川県立川和高等学校
- 神奈川県立霧が丘高等学校
- 神奈川県立新栄高等学校
- 神奈川県立田奈高等学校
- 神奈川県立白山高等学校
- 神奈川県立元石川高等学校

## 著名卒業生
- エドバー・イヨバ - 陸上競技（短距離走）選手
- 中山克広 - プロサッカー選手